# Pierrefitte-en-Beauvaisis
Pierrefitte-en-Beauvaisis – miejscowość i gmina we Francji, w regionie Hauts-de-France, w departamencie Oise.
Według danych na rok 1990 gminę zamieszkiwało 356 osób, a gęstość zaludnienia wynosiła 63 osoby/km² (wśród 2293 gmin Pikardii Pierrefitte-en-Beauvaisis plasuje się na 645. miejscu pod względem liczby ludności, natomiast pod względem powierzchni na miejscu 814.).